# Segunda División B 2013-2014
La Segunda División B 2013-2014 è la trentasettesima edizione del campionato di calcio spagnolo di terza divisione ad avere questa denominazione. Il campionato vede la partecipazione di 80 squadre raggruppate in quattro gironi: tre (i gruppi II, III e IV) di venti e uno di diciannove, raggruppate prevalentemente secondo un criterio geografico.
Le prime quattro di ogni gruppo sono ammesse ai play-off, suddivisi in due fasi, per la promozione in Segunda División, mentre solo le vincitrici dei gironi possono contendersi il titolo di Campione di Segunda División B. Le ultime quattro di ogni gruppo (tre nel primo girone), invece, retrocedono in Tercera División. Sono previsti anche i play-out per le sedicesime che si affrontano in due semifinali. Le vincenti si salvano, mentre le sconfitte vengono relegate nel quarto livello del calcio spagnolo.

## Gruppo 1
Il primo gruppo è costituito da squadre provenienti dalle regioni autonome di Asturie, Cantabria, Castiglia e León, Galizia e La Rioja.
Il gruppo è composto da sole 19 squadre, invece delle 20 previste, a causa del fallimento della vecchia società di Salamanca, l'Unión Deportiva. Al suo posto è nata una nuova squadra, il Salamanca Athletic a cui era stata negata la possibilità di iscriversi al nuovo campionato in quanto secondo le norme della RFEF si sarebbe dovuta convertire in una Società Anonima Sportiva (SAD). Nonostante un ricorso alla corte numero 4 che avrebbe anche consentito al nuovo club di prendere parte alla competizione da fine ottobre, quando era avvenuta la conversione in SAD, il Salamanca è stato escluso in quanto, secondo Marcelino Maté, presidente della Commissione dei club della Segunda B, sarebbe stato danneggiato nell'attività agonistica dopo tre mesi di stop.

### Squadre
| Squadra          | Città                  | Stadio                    |
| ---------------- | ---------------------- | ------------------------- |
| Real Avilés      | Avilés                 | Nuevo Román Suárez Puerta |
| Burgos           | Burgos                 | El Plantío                |
| Caudal           | Mieres                 | Hermanos Antuña           |
| Celta Vigo B     | Vigo                   | Barreiro                  |
| Compostela       | Santiago di Compostela | San Lázaro                |
| Coruxo           | Vigo                   | O Vao                     |
| Guijuelo         | Guijuelo               | Municipal de Guijuelo     |
| Leonesa          | León                   | Reino de León             |
| SD Logroñés      | Logroño                | Estadio Mundial 82        |
| UD Logroñés      | Logroño                | Estadio Las Gaunas        |
| Marino de Luanco | Luanco                 | Municipal de Miramar      |
| Noja             | Noja                   | La Caseta                 |
| Ourense          | Ourense                | O Couto                   |
| Racing Ferrol    | Ferrol                 | la Malata                 |
| Racing Santander | Santander              | El Sardinero              |
| Real Oviedo      | Oviedo                 | Carlos Tartiere           |
| Sporting Gijón B | Gijón                  | Mareo                     |
| Tropezón         | Torrelavega            | Santa Ana                 |
| Zamora CF        | Zamora                 | Ruta de la Plata          |

### Classifica
|  | Pos. | Squadra          | Pt | G  | V  | N  | P  | GF | GS | DR  |
|  | ---- | ---------------- | -- | -- | -- | -- | -- | -- | -- | --- |
|  | 1.   | Racing Santander | 66 | 36 | 17 | 15 | 4  | 55 | 27 | +28 |
|  | 2.   | Racing Ferrol    | 63 | 36 | 17 | 12 | 7  | 58 | 35 | +23 |
|  | 3.   | Real Avilés      | 63 | 36 | 17 | 12 | 7  | 53 | 31 | +22 |
|  | 4.   | Guijuelo         | 60 | 36 | 16 | 12 | 8  | 49 | 31 | +18 |
|  | 5.   | Real Oviedo      | 57 | 36 | 16 | 9  | 11 | 52 | 42 | +10 |
|  | 6.   | Marino de Luanco | 54 | 36 | 14 | 12 | 10 | 50 | 34 | +16 |
|  | 7.   | Zamora CF        | 54 | 36 | 15 | 9  | 12 | 43 | 40 | +3  |
|  | 8.   | Ourense          | 50 | 36 | 13 | 11 | 12 | 36 | 34 | +2  |
|  | 9.   | Sporting Gijón B | 50 | 36 | 13 | 11 | 12 | 52 | 50 | +2  |
|  | 10.  | Burgos           | 46 | 36 | 13 | 7  | 16 | 38 | 44 | –6  |
|  | 11.  | UD Logroñés      | 46 | 36 | 12 | 10 | 14 | 33 | 45 | –12 |
|  | 12.  | Tropezón         | 44 | 36 | 11 | 11 | 14 | 38 | 55 | –17 |
|  | 13.  | Compostela       | 44 | 36 | 10 | 14 | 12 | 53 | 46 | +7  |
|  | 14.  | Leonesa          | 44 | 36 | 10 | 14 | 12 | 39 | 43 | –4  |
|  | 15.  | Coruxo           | 44 | 36 | 11 | 11 | 14 | 38 | 47 | –9  |
|  | 16.  | Caudal           | 39 | 36 | 9  | 12 | 15 | 41 | 50 | –9  |
|  | 17.  | SD Logroñés      | 38 | 36 | 9  | 11 | 16 | 36 | 52 | –16 |
|  | 18.  | Celta Vigo B     | 34 | 36 | 9  | 7  | 20 | 37 | 61 | –24 |
|  | 19.  | Noja             | 24 | 36 | 4  | 12 | 20 | 36 | 70 | –34 |

Legenda:

      Qualificate ai play-off promozione
      Qualificata alla Coppa del Re 2014-2015
      Qualificate ai play-out
      Retrocesse in Tercera División 2014-2015
Note:

Tre punti a vittoria, uno a pareggio, zero a sconfitta.
In caso di arrivo di due squadre a pari punti, la graduatoria verrà stilata in base all'ordine dei seguenti criteri:
- Differenza reti negli scontri diretti
- Differenza reti generale
- Reti realizzate in generale

In caso di arrivo di tre o più squadre a pari punti, la graduatoria verrà stilata in base all'ordine dei seguenti criteri:
- Punti negli scontri diretti (classifica avulsa)
- Differenza reti negli scontri diretti
- Differenza reti generale
- Reti realizzate in generale
- Classifica fair-play stilata a inizio stagione

Nel caso un criterio escluda solamente alcune delle squadre, senza quindi determinare l'ordine completo, tali squadre vengono escluse dal criterio successivo, rimanendo così senza possibilità di posizionarsi meglio.

#### Verdetti
- Racing Santander qualificata ai play-off campioni.
- Racing Ferrol, Real Avilés e Guijuelo qualificate ai play-off delle piazzate.
- Real Oviedo e Marino Luanco qualificate alla Coppa del Re 2014-2015.
- Caudal qualificata ai play-out.
- SD Logroñes, Celta Vigo B e Noja retrocesse in Tercera División 2014-2015.

### Classifica cannonieri
Aggiornata all'11 maggio 2014.
| Gol | Rigori |  | Giocatore              | Squadra          |
| --- | ------ |  | ---------------------- | ---------------- |
| 30  | 8      |  | Joselu                 | Compostela       |
| 21  | 8      |  | Manuel Barreiro        | Racing Ferrol    |
| 18  |        |  | Mamadou Koné           | Racing Santander |
| 14  |        |  | Alejandro Arias        | Real Avilés      |
| 12  | 3      |  | Diego Cervero          | Real Oviedo      |
| 12  | 1      |  | Borja Iglesias         | Celta Vigo B     |
| 12  | 2      |  | Diego Torres Rodríguez | Leonesa          |
| 11  |        |  | Antonio Manuel Pino    | Guijuelo         |
| 11  | 3      |  | Jorge Rodríguez        | Racing Ferrol    |
| 10  | 1      |  | Jesús Hevia Martínez   | Marino de Luanco |
| 10  | 2      |  | Abdón Prats Bastidas   | Burgos           |

## Gruppo 2
Il secondo gruppo è costituito da squadre provenienti dalle regioni autonome di Aragona, Isole Canarie, Navarra, Paesi Baschi e Comunità autonoma di Madrid, oltre alle squadre Toledo e Conquense (entrambe della Castiglia-La Mancia).

### Squadre
| Squadra             | Città                      | Stadio                     |
| ------------------- | -------------------------- | -------------------------- |
| Amorebieta          | Amorebieta-Etxano          | Campo Municipal de Urritxe |
| Atlético Madrid B   | Madrid                     | Nuevo Cerro del Espino     |
| Barakaldo           | Barakaldo                  | Lasesarre                  |
| Bilbao Athletic     | Bilbao                     | Santa María de Lezama      |
| Conquense           | Cuenca                     | La Fuensanta               |
| Fuenlabrada         | Fuenlabrada                | Fernando Torres            |
| Getafe B            | Getafe                     | Ciudad Deportiva           |
| Huesca              | Huesca                     | El Alcoraz                 |
| Las Palmas Atlético | Las Palmas de Gran Canaria | Gran Canaria               |
| Laudio              | Llodio                     | Ellakuri                   |
| Leganés             | Leganés                    | Butarque                   |
| Peña Sport          | Tafalla                    | San Francisco              |
| Puerta Bonita       | Carabanchel (Madrid)       | Antiguo Canódromo          |
| Real Madrid C       | Madrid                     | Ciudad Real Madrid         |
| Real Sociedad B     | San Sebastián              | Campo Z-7 di Zubieta       |
| Real Unión          | Irun                       | Stadium Gal                |
| Sariñena            | Sariñena                   | El Carmen                  |
| Sestao River        | Sestao                     | Las Llanas                 |
| Toledo              | Toledo                     | Salto del Caballo          |
| Tudelano            | Tudela                     | Ciudad de Tudela           |

### Classifica
|  | Pos. | Squadra             | Pt | G  | V  | N  | P  | GF | GS | DR  |
|  | ---- | ------------------- | -- | -- | -- | -- | -- | -- | -- | --- |
|  | 1.   | Sestao River        | 71 | 38 | 21 | 8  | 9  | 61 | 41 | +20 |
|  | 2.   | Leganés             | 70 | 38 | 20 | 10 | 8  | 53 | 24 | +29 |
|  | 3.   | Toledo              | 67 | 38 | 19 | 10 | 9  | 51 | 33 | +18 |
|  | 4.   | Las Palmas Atlético | 66 | 38 | 17 | 15 | 6  | 50 | 27 | +23 |
|  | 5.   | Bilbao Athletic     | 65 | 38 | 19 | 8  | 11 | 59 | 38 | +21 |
|  | 6.   | Fuenlabrada         | 64 | 38 | 17 | 13 | 8  | 51 | 38 | +13 |
|  | 7.   | Huesca              | 63 | 38 | 18 | 9  | 11 | 52 | 43 | +9  |
|  | 8.   | Barakaldo           | 60 | 38 | 16 | 12 | 10 | 48 | 37 | +11 |
|  | 9.   | Real Madrid C       | 56 | 38 | 16 | 8  | 14 | 66 | 54 | +12 |
|  | 10.  | Amorebieta          | 55 | 38 | 15 | 10 | 13 | 55 | 54 | +1  |
|  | 11.  | Conquense           | 53 | 38 | 15 | 8  | 15 | 47 | 53 | –6  |
|  | 12.  | Real Sociedad B     | 51 | 38 | 13 | 12 | 13 | 41 | 38 | +3  |
|  | 13.  | Tudelano            | 46 | 38 | 10 | 16 | 12 | 45 | 50 | –5  |
|  | 14.  | Getafe B            | 46 | 38 | 13 | 7  | 18 | 37 | 48 | –11 |
|  | 15.  | Real Unión          | 44 | 38 | 11 | 11 | 16 | 34 | 42 | –8  |
|  | 16.  | Atlético Madrid B   | 41 | 38 | 10 | 11 | 17 | 43 | 48 | –5  |
|  | 17.  | Laudio              | 37 | 38 | 10 | 7  | 21 | 42 | 66 | –24 |
|  | 18.  | Puerta Bonita       | 36 | 38 | 7  | 15 | 16 | 35 | 52 | –17 |
|  | 19.  | Peña Sport          | 23 | 38 | 5  | 8  | 25 | 17 | 60 | –43 |
|  | 20.  | Sariñena            | 22 | 38 | 4  | 10 | 24 | 17 | 58 | –41 |

Legenda:

      Qualificate ai play-off promozione
      Qualificata alla Coppa del Re 2014-2015
      Qualificate ai play-out
      Retrocesse in Tercera División 2014-2015
Note:

Tre punti a vittoria, uno a pareggio, zero a sconfitta.
In caso di arrivo di due squadre a pari punti, la graduatoria verrà stilata in base all'ordine dei seguenti criteri:
- Differenza reti negli scontri diretti
- Differenza reti generale
- Reti realizzate in generale

In caso di arrivo di tre o più squadre a pari punti, la graduatoria verrà stilata in base all'ordine dei seguenti criteri:
- Punti negli scontri diretti (classifica avulsa)
- Differenza reti negli scontri diretti
- Differenza reti generale
- Reti realizzate in generale
- Classifica fair-play stilata a inizio stagione

Nel caso un criterio escluda solamente alcune delle squadre, senza quindi determinare l'ordine completo, tali squadre vengono escluse dal criterio successivo, rimanendo così senza possibilità di posizionarsi meglio.

#### Verdetti
- Sestao River qualificata ai play-off campioni.
- Leganés, Toledo e Las Palmas Atlético qualificate ai play-off delle piazzate.
- Fuenlabrada, Huesca e Barakaldo qualificate alla Coppa del Re 2014-2015.
- Atlético Madrid B qualificata ai play-out.
- Real Madrid C, Laudio, Puerta Bonita, Peña Sport e Sariñena retrocesse in Tercera División 2014-2015.

### Classifica cannonieri
Aggiornata all'11 maggio 2014.
| Gol | Rigori |  | Giocatore         | Squadra             |
| --- | ------ |  | ----------------- | ------------------- |
| 25  | 11     |  | Jito              | Sestao River        |
| 15  |        |  | Carlos Álvarez    | Leganés             |
| 15  | 4      |  | Germán Beltrán    | Laudio              |
| 15  |        |  | Mariano Díaz      | Real Madrid C       |
| 14  | 3      |  | Valentín Pachón   | Fuenlabrada         |
| 14  | 2      |  | Rufino Segovia    | Toledo              |
| 13  | 3      |  | Juan José Camacho | Huesca              |
| 13  | 1      |  | Héctor Figueroa   | Las Palmas Atlético |
| 12  |        |  | Guillermo         | Bilbao Athletic     |
| 11  |        |  | Javi Casares      | Amorebieta          |
| 11  | 2      |  | Iker Guarrotxena  | Bilbao Athletic     |
| 11  | 2      |  | Iker Hernández    | Real Sociedad B     |
| 11  | 1      |  | Mikel Orbegozo    | Amorebieta          |

## Gruppo 3
Il terzo gruppo è costituito da squadre provenienti dalle regioni autonome di Catalogna, Comunità Valenzana e Isole Baleari.

### Squadre
| Squadra           | Città                     | Stadio                  |
| ----------------- | ------------------------- | ----------------------- |
| Alcoyano          | Alcoy                     | El Collao               |
| Atlético Baleares | Palma di Maiorca          | Balear                  |
| Badalona          | Badalona                  | Camp del Centenari      |
| Constància        | Inca                      | Nou Camp d'Inca         |
| Elche Ilicitano   | Elche                     | Díez Iborra             |
| Espanyol B        | Barcellona                | Ciudad Deportiva        |
| Gimnàstic         | Tarragona                 | Nou Estadi              |
| Huracán Valencia  | Valencia                  | Municipal de Manises    |
| L'Hospitalet      | L'Hospitalet de Llobregat | La Feixa Llarga         |
| Levante B         | Valencia                  | Ciudad Deportiva        |
| Llagostera        | Llagostera                | Municipal de Llagostera |
| Lleida            | Lleida                    | Camp d'Esports          |
| Olímpic Xàtiva    | Xàtiva                    | La Murta                |
| Olot              | Olot                      | Municipal d'Olot        |
| Ontinyent         | Ontinyent                 | El Clariano             |
| Prat              | El Prat de Llobregat      | Sagnier                 |
| Reus              | Reus                      | Camp Nou Municipal      |
| Sant Andreu       | Barcellona                | Narcís Sala             |
| Valencia Mestalla | Valencia                  | Ciudad Deportiva        |
| Villarreal B      | Vila-real                 | Ciudad Deportiva        |

### Classifica
|  | Pos. | Squadra           | Pt | G  | V  | N  | P  | GF | GS | DR  |
|  | ---- | ----------------- | -- | -- | -- | -- | -- | -- | -- | --- |
|  | 1.   | Llagostera        | 69 | 38 | 19 | 12 | 7  | 61 | 36 | +25 |
|  | 2.   | L'Hospitalet      | 68 | 38 | 19 | 11 | 8  | 61 | 32 | +29 |
|  | 3.   | Lleida            | 68 | 38 | 19 | 11 | 8  | 52 | 35 | +17 |
|  | 4.   | Gimnàstic         | 67 | 38 | 18 | 13 | 7  | 52 | 37 | +15 |
|  | 5.   | Atlético Baleares | 66 | 38 | 19 | 9  | 10 | 53 | 36 | +17 |
|  | 6.   | Elche Ilicitano   | 64 | 38 | 18 | 10 | 10 | 60 | 41 | +19 |
|  | 7.   | Alcoyano          | 64 | 38 | 17 | 13 | 8  | 52 | 34 | +18 |
|  | 8.   | Espanyol B        | 54 | 38 | 14 | 12 | 12 | 43 | 45 | –2  |
|  | 9.   | Huracán Valencia  | 52 | 38 | 14 | 10 | 14 | 40 | 38 | +2  |
|  | 10.  | Olímpic Xàtiva    | 52 | 38 | 13 | 13 | 12 | 37 | 35 | +2  |
|  | 11.  | Villarreal B      | 51 | 40 | 15 | 6  | 17 | 45 | 42 | +3  |
|  | 12.  | Reus              | 51 | 38 | 14 | 9  | 15 | 38 | 49 | –11 |
|  | 13.  | Badalona          | 46 | 38 | 11 | 13 | 14 | 38 | 39 | –1  |
|  | 14.  | Olot              | 45 | 38 | 12 | 9  | 17 | 47 | 60 | –13 |
|  | 15.  | Sant Andreu       | 44 | 38 | 11 | 11 | 16 | 33 | 44 | –11 |
|  | 16.  | Valencia Mestalla | 40 | 38 | 11 | 7  | 20 | 39 | 53 | –14 |
|  | 17.  | Prat              | 38 | 38 | 9  | 11 | 18 | 31 | 45 | –14 |
|  | 18.  | Levante B         | 36 | 38 | 9  | 9  | 20 | 42 | 59 | –17 |
|  | 19.  | Constància        | 34 | 38 | 7  | 13 | 18 | 23 | 52 | –29 |
|  | 20.  | Ontinyent         | 27 | 38 | 7  | 6  | 25 | 34 | 69 | –35 |

Legenda:

      Qualificate ai play-off promozione
      Qualificata alla Coppa del Re 2014-2015
      Qualificate ai play-out
      Retrocesse in Tercera División 2014-2015
Note:

Tre punti a vittoria, uno a pareggio, zero a sconfitta.
In caso di arrivo di due squadre a pari punti, la graduatoria verrà stilata in base all'ordine dei seguenti criteri:
- Differenza reti negli scontri diretti
- Differenza reti generale
- Reti realizzate in generale

In caso di arrivo di tre o più squadre a pari punti, la graduatoria verrà stilata in base all'ordine dei seguenti criteri:
- Punti negli scontri diretti (classifica avulsa)
- Differenza reti negli scontri diretti
- Differenza reti generale
- Reti realizzate in generale
- Classifica fair-play stilata a inizio stagione

Nel caso un criterio escluda solamente alcune delle squadre, senza quindi determinare l'ordine completo, tali squadre vengono escluse dal criterio successivo, rimanendo così senza possibilità di posizionarsi meglio.

#### Verdetti
- Llagostera qualificata ai play-off campioni.
- L'Hospitalet, Lleida Esportiu e Gimnàstic qualificate ai play-off delle piazzate.
- Atlético Baleares e Alcoyano qualificate alla Coppa del Re 2014-2015.
- Valencia Mestalla qualificata ai play-out.
- Prat, Levante B, Constància e Ontinyent retrocesse in Tercera División 2014-2015.

### Classifica cannonieri
Aggiornata all'11 maggio 2014.
| Gol | Rigori |  | Giocatore                | Squadra           |
| --- | ------ |  | ------------------------ | ----------------- |
| 16  | 4      |  | Carlitos Martínez        | Olot              |
| 15  | 1      |  | Jaime Mata               | Lleida Esportiu   |
| 14  |        |  | Rayco                    | Alcoyano          |
| 13  | 2      |  | Chumbi                   | Valencia Mestalla |
| 13  |        |  | David Corominas          | Olot              |
| 13  |        |  | David Haro               | L'Hospitalet      |
| 13  | 2      |  | Cristian Herrera         | Elche Ilicitano   |
| 13  | 4      |  | Abraham Noé              | Badalona          |
| 13  |        |  | Juan Tomás Ortuño        | Villarreal B      |
| 12  | 1      |  | Florin Andone            | Atlético Baleares |
| 12  | 2      |  | Sergio León              | Elche Ilicitano   |
| 12  | 2      |  | Alejandro López de Groot | Reus Deportiu     |

## Gruppo 4
Il quarto gruppo è costituito da squadre provenienti dalle regioni autonome di Andalusia, Estremadura, Melilla, Murcia e le squadre della Castiglia-La Mancia non presenti nel gruppo II.

### Squadre
| Squadra             | Città                     | Stadio                         |
| ------------------- | ------------------------- | ------------------------------ |
| Albacete            | Albacete                  | Carlos Belmonte                |
| Algeciras           | Algeciras                 | Nuevo Mirador                  |
| Almería B           | Almería                   | Juan Rojas                     |
| Arroyo              | Arroyo de la Luz          | Municipal                      |
| Atlético Sanluqueño | Sanlúcar de Barrameda     | El Palmar                      |
| Cacereño            | Cáceres                   | Príncipe Felipe                |
| Cadice              | Cadice                    | Ramón de Carranza              |
| FC Cartagena        | Cartagena                 | Cartagonova                    |
| Córdoba B           | Cordova                   | Ciudad Deportiva Rafael Gómez  |
| Écija               | Écija                     | San Pablo                      |
| El Palo             | Malaga                    | San Ignacio                    |
| Granada B           | Granada                   | Miguel Prieto                  |
| Guadalajara         | Guadalajara               | Pedro Escartín                 |
| La Hoya Lorca       | Lorca                     | Francisco Artés Carrasco       |
| La Roda             | La Roda                   | Municipal de Deportes          |
| Linense             | La Línea de la Concepción | Mun. de La L. de la Concepción |
| Lucena              | Lucena                    | Municipal de Lucena            |
| Melilla             | Melilla                   | Municipal Álvarez Claro        |
| San Fernando CD     | San Fernando              | Bahía Sur                      |
| Siviglia Atlético   | Siviglia                  | Ciudad Deportiva               |

### Classifica
|  | Pos. | Squadra             | Pt | G  | V  | N  | P  | GF | GS | DR  |
|  | ---- | ------------------- | -- | -- | -- | -- | -- | -- | -- | --- |
|  | 1.   | Albacete            | 82 | 38 | 25 | 7  | 6  | 62 | 30 | +32 |
|  | 2.   | La Hoya Lorca       | 79 | 38 | 23 | 10 | 5  | 62 | 22 | +40 |
|  | 3.   | FC Cartagena        | 73 | 38 | 21 | 10 | 7  | 59 | 35 | +24 |
|  | 4.   | Cadice              | 71 | 38 | 21 | 8  | 9  | 75 | 38 | +37 |
|  | 5.   | Guadalajara         | 69 | 38 | 20 | 9  | 9  | 57 | 33 | +24 |
|  | 6.   | Granada B           | 58 | 38 | 17 | 7  | 14 | 65 | 47 | +18 |
|  | 7.   | Linense             | 56 | 38 | 16 | 8  | 14 | 51 | 42 | +9  |
|  | 8.   | Melilla             | 55 | 38 | 15 | 10 | 13 | 47 | 45 | +2  |
|  | 9.   | Lucena              | 55 | 38 | 15 | 10 | 13 | 42 | 45 | –3  |
|  | 10.  | Cacereño            | 53 | 38 | 15 | 8  | 15 | 43 | 49 | –6  |
|  | 11.  | Córdoba B           | 45 | 38 | 12 | 9  | 17 | 42 | 50 | –8  |
|  | 12.  | El Palo             | 45 | 38 | 12 | 9  | 17 | 35 | 47 | –12 |
|  | 13.  | Almería B           | 43 | 38 | 11 | 10 | 17 | 42 | 49 | –7  |
|  | 14.  | Arroyo              | 43 | 38 | 11 | 10 | 17 | 38 | 47 | –9  |
|  | 15.  | Siviglia Atlético   | 43 | 38 | 11 | 10 | 17 | 33 | 44 | –11 |
|  | 16.  | Algeciras           | 43 | 38 | 9  | 16 | 13 | 39 | 45 | –6  |
|  | 17.  | La Roda             | 40 | 38 | 10 | 10 | 18 | 39 | 46 | –7  |
|  | 18.  | San Fernando CD     | 39 | 38 | 9  | 12 | 17 | 36 | 60 | –24 |
|  | 19.  | Atlético Sanluqueño | 34 | 38 | 10 | 4  | 24 | 34 | 68 | –34 |
|  | 20.  | Écija               | 23 | 38 | 6  | 5  | 27 | 28 | 87 | –59 |

Legenda:

      Qualificate ai play-off promozione
      Qualificata alla Coppa del Re 2014-2015
      Qualificate ai play-out
      Retrocesse in Tercera División 2014-2015
Note:

Tre punti a vittoria, uno a pareggio, zero a sconfitta.
In caso di arrivo di due squadre a pari punti, la graduatoria verrà stilata in base all'ordine dei seguenti criteri:
- Differenza reti negli scontri diretti
- Differenza reti generale
- Reti realizzate in generale

In caso di arrivo di tre o più squadre a pari punti, la graduatoria verrà stilata in base all'ordine dei seguenti criteri:
- Punti negli scontri diretti (classifica avulsa)
- Differenza reti negli scontri diretti
- Differenza reti generale
- Reti realizzate in generale
- Classifica fair-play stilata a inizio stagione

Nel caso un criterio escluda solamente alcune delle squadre, senza quindi determinare l'ordine completo, tali squadre vengono escluse dal criterio successivo, rimanendo così senza possibilità di posizionarsi meglio.

#### Verdetti
- Albacete qualificata ai play-off campioni.
- La Hoya Lorca, Cartagena e Cadice qualificate ai play-off delle piazzate.
- Guadalajara qualificata alla Coppa del Re 2014-2015.
- Algeciras qualificata ai play-out.
- La Roda, San Fernando CD, Atlético Sanluqueño e Écija retrocesse in Tercera División 2014-2015.

### Classifica cannonieri
Aggiornata all'11 maggio 2014.
| Gol | Rigori |  | Giocatore               | Squadra       |
| --- | ------ |  | ----------------------- | ------------- |
| 24  |        |  | Enrique González        | Guadalajara   |
| 23  | 4      |  | Rubén Cruz              | Albacete      |
| 23  | 7      |  | Airam López             | Cadice        |
| 18  |        |  | Francisco Javier Gómez  | Lucena        |
| 18  | 1      |  | Fernando Rodríguez      | Cartagena     |
| 18  |        |  | Juan Villar             | Cadice        |
| 16  | 1      |  | Pablo Pallarés          | La Hoya Lorca |
| 15  | 3      |  | Arturo Rodríguez        | La Roda       |
| 12  | 2      |  | Jesús Alfaro Ligero     | Algeciras     |
| 12  | 1      |  | Ignacio Aznar Torrente  | Melilla       |
| 12  |        |  | César Díaz Martínez     | Albacete      |
| 12  |        |  | Juan Francisco Guarnido | Arroyo        |
| 12  | 4      |  | Copi                    | Linense       |
| 12  |        |  | Jean Stoeten            | El Palo       |

## Play-off
I play-off si dividono in due categorie: quello dei campioni (a cui prendono parte i vincitori dei rispettivi raggruppamenti) e quello dei piazzati (cui partecipano le squadre classificatesi tra la seconda e la quarta posizione in tutti e quattro i gironi). Il sorteggio decide le partite che disputeranno i campioni. Le due vincenti vengono promosse direttamente in Segunda División e si scontrano nella finale che decide chi si aggiudicherà il titolo di campione della Segunda División B. Le perdenti delle semifinali finiscono invece nei play-off delle piazzate. Questi constano di tre turni: nel primo le seconde dei raggruppamenti sfidano una quarta ciascuna, mentre le terze giocano tra di loro. Anche in questo caso gli incontri vengono decisi dal sorteggio, il quale fa da arbitro anche per il secondo e il terzo turno. Nel secondo le sei vincenti dei play-off piazzati e le due eliminate da quello campioni giocano per arrivare al terzo turno, il quale decreterà le altre due promosse.
Tutte le sfide vengono disputate in incontri di andata e ritorno. In caso di parità passa la squadra che ha segnato più gol fuori casa. Nel caso questo criterio non decreti un vincitore si giocano due tempi supplementari ed eventualmente si tirano i rigori.

### Verdetti
- Albacete promosso in Segunda División e campione della Segunda División B 2013-2014.
- Racing Santander, Leganés e Llagostera promosse in Segunda División.

### Campioni

#### Semifinali
| Squadra 1    | Totale      | Squadra 2        | Andata | Ritorno |
| ------------ | ----------- | ---------------- | ------ | ------- |
| Sestao River | 5 - 5 (gfc) | Albacete         | 3 - 3  | 2 - 2   |
| Llagostera   | 0 - 1       | Racing Santander | 0 - 0  | 0 - 1   |

#### Finale
| Squadra 1        | Totale | Squadra 2 | Andata | Ritorno |
| ---------------- | ------ | --------- | ------ | ------- |
| Racing Santander | 3 - 4  | Albacete  | 1 - 1  | 2 - 3   |

### Piazzate

#### Primo turno
| Squadra 1           | Totale      | Squadra 2       | Andata | Ritorno |
| ------------------- | ----------- | --------------- | ------ | ------- |
| Las Palmas Atlético | 2 - 2 (gfc) | La Hoya Lorca   | 1 - 2  | 1 - 0   |
| Cartagena           | 1 - 5       | Real Avilés     | 1 - 3  | 0 - 2   |
| Toledo              | 2 - 3       | Lleida Esportiu | 1 - 1  | 1 - 2   |
| Guijuelo            | 0 - 1       | Leganés         | 0 - 0  | 0 - 1   |
| Gimnàstic Tarragona | 2 - 0       | Racing Ferrol   | 2 - 0  | 0 - 0   |
| Cádiz               | 1 - 2       | L'Hospitalet    | 0 - 0  | 1 - 2   |

#### Secondo turno
| Squadra 1           | Totale      | Squadra 2    | Andata | Ritorno |
| ------------------- | ----------- | ------------ | ------ | ------- |
| Lleida Esportiu     | 0 - 1 (dts) | Leganés      | 0 - 0  | 0 - 1   |
| Real Avilés         | 2 - 3       | Llagostera   | 2 - 0  | 0 - 3   |
| Gimnàstic Tarragona | 3 - 2       | Sestao River | 1 - 1  | 2 - 1   |
| La Hoya Lorca       | 2 - 2 (gfc) | L'Hospitalet | 2 - 2  | 0 - 0   |

#### Terzo turno
| Squadra 1           | Totale      | Squadra 2    | Andata | Ritorno |
| ------------------- | ----------- | ------------ | ------ | ------- |
| Leganés             | 2 - 1       | L'Hospitalet | 1 - 0  | 1 - 1   |
| Gimnàstic Tarragona | 3 - 4 (dts) | Llagostera   | 2 - 1  | 1 - 3   |

## Play-out
Le tre quintultime dei raggruppamenti a 20 squadre e la quartultima del I gruppo, quello a 19 squadre (ovvero tutte le sedicesime dei quattro gruppi), dopo previo sorteggio si incontrano in due semifinali. Le perdenti retrocedono in Tercera División, mentre entrambe le vincenti si salvano poiché bisogna recuperare la squadra mancante nel primo girone.
Come nei play-off, tutte le sfide vengono disputate in incontri di andata e ritorno. In caso di parità passa la squadra che ha segnato più gol fuori casa. Nel caso questo criterio non decreti un vincitore si giocano due tempi supplementari ed eventualmente si tirano i rigori.

### Verdetti
- Caudal e Algeciras retrocedono in Tercera División.

#### Semifinali
| Squadra 1 | Totale | Squadra 2         | Andata | Ritorno |
| --------- | ------ | ----------------- | ------ | ------- |
| Caudal    | 0 - 4  | Atlético Madrid B | 0 - 1  | 0 - 3   |
| Algeciras | 2 - 4  | Valencia Mestalla | 2 - 3  | 0 - 1   |